# Villasandino
Villasandino est une commune d'Espagne dans la communauté autonome de Castille-et-León, province de Burgos. Elle s'étend sur 43,714 km2 et comptait environ 212 habitants en 2011.